# Regimentul 10 Vânători (1918-1920)
Regimentul 10 Vânători a fost o mare unitate de infanterie, de nivel tactic, din Armata României, care a participat la acțiunile militare postbelice, din perioada 1918-1920. Regimentul a făcut parte din compunerea de luptă a Brigadei 4 Vânători, comandată de colonel Oprescu Const., împreună cu Regimentul 9 Vânători:p. 325

## Compunerea de luptă
În perioada campaniei din 1919, regimentul a avut următoarea compunere de luptă::p. 316
- Batalionul 1 - comandant: căm Mănăilă D. 

- Compania 2 - comandant: sublocotenent Ionescu Gh. Gh.
- Compania 3 - comandant: Bucunowski I.
- Compania Mitr. - comandant: locotenent Orezeanu P.

- Batalionul 2 –

- Compania 5 – commandant: locotenent Racoviță I.
- Compania 8 - comandant: Marinescu Cezar
- Compania Mitr. – commandant: poz. locotenent Ionescu C. I.

### Campania anului 1919
În cadrul acțiunilor militare postbelice,  Regimentul 10 Vânători a participat la acțiunile militare în dispozitivul de luptă al Brigadei 4 Vânători, participând la Operația ofensivă la vest de Tisa. Regimentul 10 Vânători, încoporat în Divizia 2 Vânători intră în luptă odată cu transportarea Diviziei 1 Vânători în Transilvania, acțiune realizată pentru a sprijini ofensiva la vest de Tisa.:p. 315
.:p. 92

## Comandanți
- Maior  Ioanciovici I.